# Miroslav Havel
Miroslav Havel (26. května 1922 – 5. září 2008) byl český sklář, hlavní projektant pro Waterford Crystal.

Narodil se v Držkově, sklářství se vyučil v Železném Brodu. Studia na pražské Vysoké škole uměleckoprůmyslové musel během války přerušit. Během studia dělal asistenta Karlu Bačíkovi ve Světlé nad Sázavou. Po válce začal Bačík ztrácet kontrolu nad obchodem díky převzetí moci komunisty a tak se odstěhoval do Waterfordu v Irsku, kde plánoval znovu otevřít tamní kdysi slavnou sklárnu a v roce 1947 k sobě povolal Havla, aby dohlédl na technické aspekty vznikající továrny.

Ve Waterfordu začal Havel vytvářet technologický postup od píky, rekrutoval zkušené pracovníky z tradičních sklářských průmyslových oblastí, tvořil instruktážní a výukové programy pro irský personál a navrhoval nový výrobní sortiment. Při stanovení výrobního sortimentu se pokusil navázat na tamní tradiční sklářskou tradici. Navštívil National Museum of Ireland za účelem vyhotovení podrobných výkresů waterfordských sklenic ze sbírek muzea. Zároveň však měla produkce sloužit potřebám současných spotřebitelů a mohla být vyráběna v rámci moderní tovární produkce.

Jeho křišťálové lustry si objednalo například Westminsterské opatství v Londýně nebo Kennedyho centrum ve Washingtonu. Vytvořil též skleněnou kopii Sochy Svobody, kterou irský premiér Garret Fitzgerald předal v roce 1986 americkému prezidentovi Ronaldu Reaganovi.